# Казанова (Француска)
Казанова (фр. Casanova) је насељено место у Француској у региону Корзика, у департману Горња Корзика.
По подацима из 2011. године у општини је живело 347 становника, а густина насељености је износила 35,09 становника/km².

## Демографија
| 1990. | 2011. |
| ----- | ----- |
| 195   | 347   |